# Unnan
Unnan (jap. 雲南市 Unnan-shi) – miasto w Japonii, na wyspie Honsiu, w prefekturze Shimane.

## Położenie
Miasto leży we wschodniej części prefektury graniczy z miastami:
- Izumo
- Matsue
- Yasugi
- Shōbara

## Historia
Miasto otrzymało prawa miejskie 1 listopada 2004, a powstało z połączenia miasteczek Daitō, Kamo, Kisuki, Mitoyai, Kakeya oraz wsi Yoshida.